# Otto Coester
Otto Coester, né le 3 avril 1902 à Roedinghausen, en province de Westphalie (royaume de Prusse), et mort le 17 août 1990  à Wilhelmsdorf, au Bade-Wurtemberg (Allemagne), est professeur de graphisme à l'Académie des beaux-arts de Düsseldorf (Kunstakademie Düsseldorf). 

## Étudiants notoires
- Rolf Sackenheim, artiste et graphiste
- Holger Runge, artiste et graphiste
- Heinz Edelmann, graphiste indépendant
- Annemarie Erbslöh, artiste, épouse du sculpteur Elmar Hillebrand